# Ministère de l'Énergie et des Ressources minérales
Le ministère de l'Énergie et des Ressources minérales de l'Indonésie (en indonésien : Kementerian Energi dan Sumber Daya Mineral, souvent abrégé en Kementerian ESDM) est le ministère du cabinet indonésien chargé des politiques publiques dans le domaine de l'énergie et des ressources minérales. Le ministre actuel est Arifin Tasrif.

## Historique
L'institution qui supervisait l'exploitation minière dans les Indes orientales néerlandaises s'appelait le département des Mines (dienst van den Mijnbouw). Plus tard, lors de l'occupation japonaise des Indes orientales néerlandaises, son nom change en 1942 pour devenir le Chisitsu Chosajo. Enfin, après la proclamation de l'indépendance de l'Indonésie en 1945, l'institution devient le bureau des Mines et de la Géologie (djawatan Tambang dan Geologi) sous l'égide du ministère de la Prospérité. 
En 1952, ce bureau passe sous l'égide du ministère de l'Industrie et devient la direction des mines qui comprend alors le centre de services miniers et le centre de services géologiques. Après 1957, le ministère de l'Économie est divisé en ministère du Commerce et en ministère de l'Industrie, les centres relevant de la direction des mines devenant les services miniers et géologiques. 
Le gouvernement créé en 1961 le bureau du pétrole et du gaz, qui relève du ministère de l'Industrie de base et des Mines. L'année suivante, le bureau de la géologie et des mines est remplacé par la direction de la géologie et la direction des mines. En 1963, le bureau du pétrole et du gaz est transformé en direction du pétrole et du gaz, placée sous l'autorité du ministre adjoint des mines et des sociétés d'État. 
Deux ans plus tard, le département est divisé en trois : Industries de base, Mines et Affaires pétrolières et gazières. En 1966, ce dernier fusionne avec le ministère des Mines, du Pétrole et du Gaz. Dans le Cabinet Ampera, le département du pétrole et du gaz et le département des mines sont fusionnés avec le département des mines. 
Le département des Mines est devenu le département des Mines et de l'Énergie au cours de la décennie suivante (1978). Celui-ci devient le département de l'Énergie et des Ressources minérales en 2000. En 2009, le département devient le ministère. 